# Rumin (Polska)
Rumin – wieś w Polsce, położona w województwie wielkopolskim, w powiecie konińskim, w gminie Stare Miasto.
Wieś królewska Rumino starostwa konińskiego, pod koniec XVI wieku leżała w powiecie konińskim województwa kaliskiego. W latach 1975–1998 miejscowość administracyjnie należała do województwa konińskiego. W Ruminie znajduje się prom na rzece Warta. Cała wieś leży w Dolinie Konińskiej. Za siedzibą OSP znajduje się ujście rzeki Powy do Warty.

## Organizacje
Ochotnicza Straż Pożarna – istnieje od 1929 roku. Samochód bojowy marki Man (ufundowany przez lokalnego przedsiębiorcę Tadeusza Marciniaka). Bogate zaplecze: remiza po kapitalnym remoncie, garaże, dobrze wyposażona kuchnia, estetyczna sala (możliwość organizacji wesel, przyjęć i okolicznościowych imprez na max 120 osób). 
Stowarzyszenie „Warta” Rumin  powstało w 2004 roku z inicjatywy lokalnej młodzieży. Stowarzyszenie liczy 80 członków. Działa w nim Klub Sportowy „Warta” Rumin, który bierze udział w rozgrywkach piłkarskiej B-klasy. Poza klubem sportowym stowarzyszenie zawiązało zespół taneczny dla dziewcząt o nazwie „Zderzenie”. Zespół uświetnia swoimi występami uroczystości i imprezy na terenie całego powiatu konińskiego. W roku 2005 członkowie stowarzyszenia złożyli wizytę w I-ligowym klubie piłkarskim „Lech” Poznań, gdzie spotkali się z działaczami i trenerami. Poza tym co roku stowarzyszenie organizuje turniej tenisa stołowego pod hasłem „Przez sport do trzeźwości”. Stowarzyszenie jest inicjatorem wielu lokalnych przedsięwzięć i akcji, m.in. budowa boiska do gry w piłkę nożną i do gry w koszykówkę.